# Concordia (gioco)
Concordia è un gioco in stile tedesco ideato da Mac Gerdts in cui lo scopo è guadagnare punti vittoria attraverso il conseguimento degli obiettivi riportati sulle Carte Ruolo collegate ad una divinità dell'Antica Roma.
Concordia è il secondo gioco di Mac Gerdts dopo The Princes of Machu Pichu che non sfrutta le meccaniche di gioco legate al sistema della rondella.

## Premi e riconoscimenti
- 2015 - Nederlandse Spellenprijs: vincitore come miglior gioco per esperti;

## Campionato italiano di Concordia
Nel 2015 si è svolta la prima finale nazionale organizzata da Board Game League e poi dal 2018  organizzata  dalla  Board Italian Gamers, su boarditaliangamers.it. Di seguito l'elenco delle edizioni con i relativi vincitori.
| Edizione | Anno | Sede della finale | Manifestazione    | Campione d'Italia   | Secondo classificato | Terzo classificato | Quarto classificato |
| -------- | ---- | ----------------- | ----------------- | ------------------- | -------------------- | ------------------ | ------------------- |
| I        | 2015 | Milano            | Giochi Sforzeschi | Lorenzo Rocci       | Gabriele Timolati    | Luca D'Angeli      | Alfonso Albanese    |
| II       | 2018 | -                 | -                 | Alessandro Giuliani | Gabriele Timolati    | Alfonso Albanese   | Carmine Vattimo     |
| III      | 2019 | -                 | -                 | Alfonso Albanese    | Carmine Vattimo      | Davide Genestreti  | Alessandro Izzo     |
| IV       | 2022 | Milano            | Giochi Sforzeschi | Davide Genestreti   | Alessandro Giuliani  | Gabriele Timolati  | Mattia Brugia       |
| V        | 2023 | Busnago           | -                 | Gabriele Timolati   | Alessandro Giuliani  | Carmine Vattimo    | Davide Genestreti   |